# Aéroport régional de Sioux Falls
L'aéroport régional de Sioux Falls (en anglais : Sioux Falls Regional Airport), également connu sous le nom d'aéroport Joe Foss (code IATA : FSD • code OACI : KFSD), est un aéroport américain situé à Sioux Falls, siège du comté de Minnehaha et plus grande ville du Dakota du Sud, à quelques kilomètres au sud-ouest du Minnesota et au nord-ouest de l'Iowa.
En 2009, il est le 134e aéroport nord-américain quant au trafic commercial, avec 667 164 passagers qui en font usage. Au sud-ouest de l'aéroport se trouve la Joe Foss Field Air National Guard Station, base militaire servant de siège à l'Air National Guard du Dakota du Sud.

## Histoire
Établi en 1937 au nord de la ville, l'aéroport possède trois pistes en béton, ainsi qu'une piste (H1) asphaltée pour les hélicoptères.
En 1946, sous la direction de Joe Foss, futur gouverneur du Dakota du Sud, ce qui est la Sioux Falls Army Air Base durant la Seconde Guerre mondiale, servant notamment à l'entraînement d'opérateurs radio, devient le siège de la nouvellement créée l'Air National Guard de l'État. Les pistes sont à usage civil et militaire.

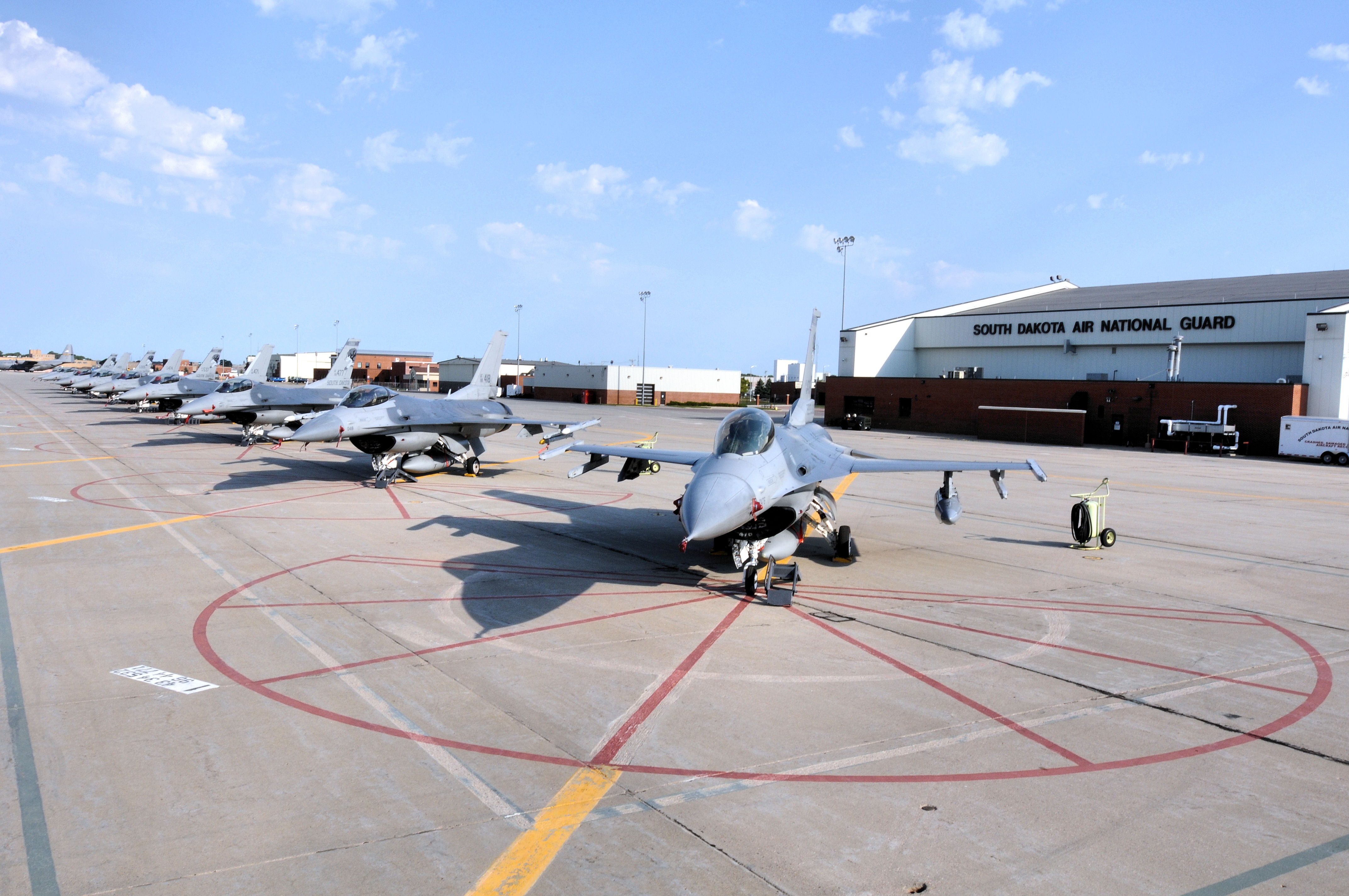
114th Fighter Wing.
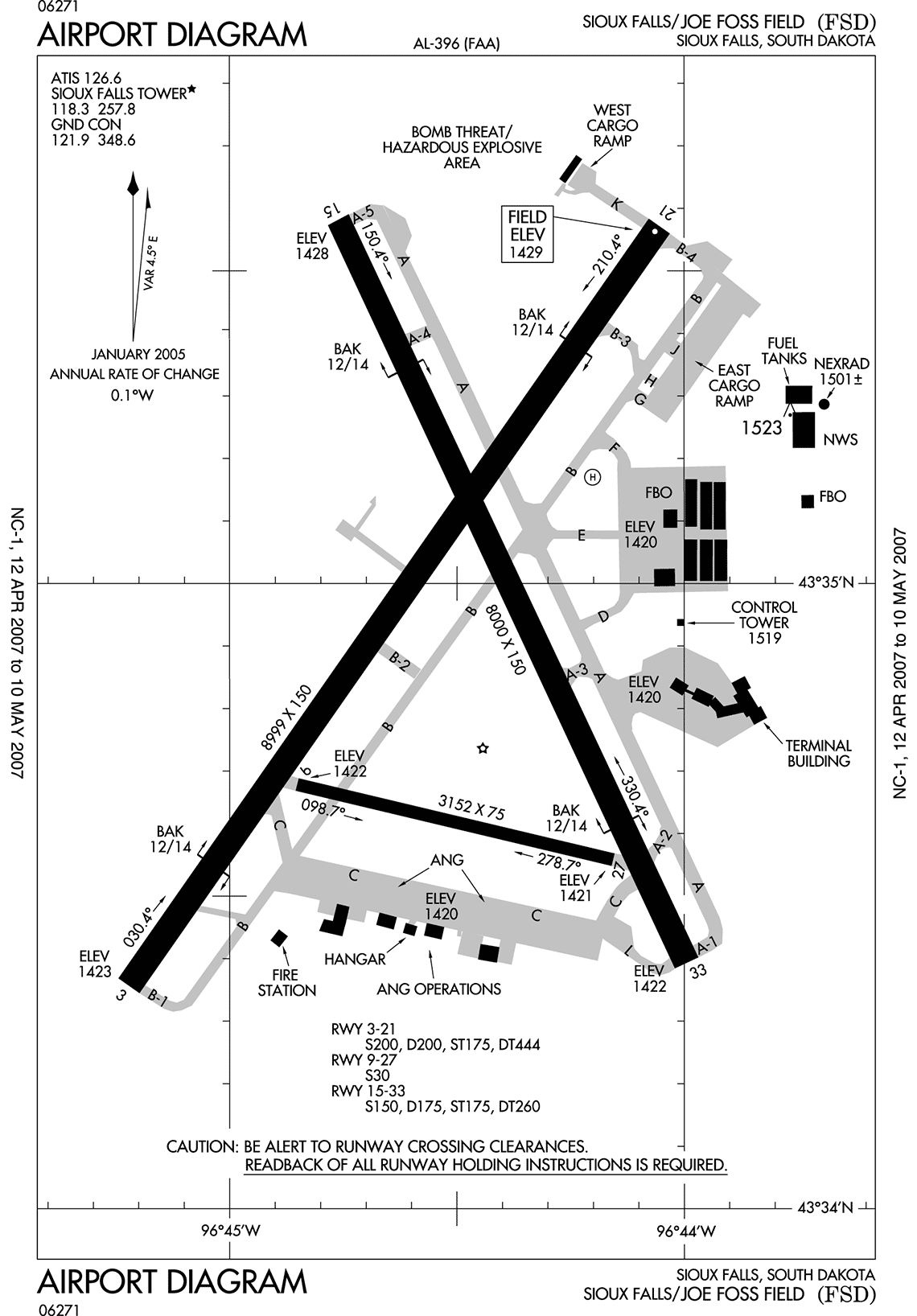
Carte de l'aéroport.

## Compagnies et destinations
En date de mai 2020, l'aéroport régional de Sioux Falls est desservi par les compagnies aériennes suivantes :
| Compagnies        | Destinations |
| ----------------- | --- |
| Allegiant Air     | Las Vegas, Orlando-Sanford, Phoenix-Mesa-Gateway, St. Petersburg-Clearwater En saison : Los Angeles, Nashville, Punta Gorda, San Diego |
| American Eagle    | Chicago-O'Hare, Dallas-Fort Worth, Phoenix-Sky Harbor                                                                                  |
| Delta Air Lines   | Atlanta, Minneapolis-Saint-Paul |
| Delta Connection  | Minneapolis-Saint-Paul |
| Frontier Airlines | Denver |
| United Airlines   | Denver |
| United Express    | Chicago-O'Hare, Denver |